# Czarna Białostocka O.K.L.
Czarna Białostocka O.K.L. - wąskotorowa stacja kolejowa w mieście Czarna Białostocka, w województwie podlaskim, w Polsce.